# Podgora, Globasnica
Podgora (nemško Unterbergen) je naselje v Občini Globasnica v Okraju Velikovec na Koroškem v Avstriji.